# Grosupeljsko polje
Grosupeljsko polje je netipično kraško polje, s površino 14 km2. Nahaja se na meji dinarskega in alpskega sveta. Sega od Šmarske doline na zahodu, do Kriške planote na vzhodu in Radenskega polja na jugovzhodu. Po naravi je podobno bližnjemu Ljubljanskemu barju, le da je 40-50 m višje. Z njim ga veže tudi Šmarska dolina, ostanek prvotnega nadzemskega toka pliocenske Rašice, ki je odvajala vode večjega dela Dolenjske v Ljubljanico. Zdaj je vodno omrežje Grosupeljskega polja nenavadno: kraška potoka Šentjurščica in Podlomščica tečeta sprva proti severu, blizu Grosuplja pa se v ostrem zavoju usmerita na jugovzhod, kjer se jima na robu Radenskega polja pridružita Grosupeljščica in Dobravka. Površinske vode se stekajo v pravo kraško Radensko polje, naravno nadaljevanje Grosupeljskega polja, ki v številnih požiralnikih ponikajo v kraško notranjost h Krki. Prvotno dno je bilo pogosto poplavljeno in mokrotno, zato so naselja nastala na višjem, sušnem obrobju. Ceste so prek polja speljane v nasipih. Z regulacijami in melioracijami po letu 1965 so mokrotno polje skoraj v celoti osušili in ga spremenili v travnike ter delno njive.